# 카일 다운즈
카일 다운즈(Kyle Downes, 1983년 3월 18일 ~ )는 미국의 배우, 텔레비전 배우이다.

## 방송
- 리지 맥과이어